# Městečko (okres Rakovník)
Obec Městečko (německy Städtel) se nachází v okrese Rakovník, kraj Středočeský, zhruba 11 km jihovýchodně od Rakovníka a 1,5 km severozápadně od Křivoklátu. Žije zde 449 obyvatel.

## Poloha
Městečkem prochází železniční Trať 174 Beroun – Rakovník a na území obce má zastávku Městečko u Křivoklátu a tunel Pod Basou.
Obcí protéká Rakovnický potok a vlévají se zde do něj zprava potok Trnava a zleva potok Ryzava. K Městečku patří i část území křivoklátských lesů severně od vsi, až k horní části klíčavské přehradní nádrže, včetně jihozápadní části Lánské obory. V této oblasti, a to mezi silnicí II/236 a Lánskou oborou, do území obce spadá dvůr Požáry a hájovna Pařeziny.
Městečko je unikátním případem, kdy již zavedený systém pojmenování ulice, registrovaný v RÚIAN, byl kompletně zrušen a vymazán. V RÚIAN byly evidovány názvy Ohnivcova náves, Malá Strana, Velká Strana, Nádražní, V chaloupkách, Na ohrádce, V kopcích, U hřiště, Na hůrce, Kaprova. Přes obec prochází silnice II/227, která zde nesla název Velká Strana. Hlavní náves u kostela se jmenovala Ohnivcova náves (podle postavy z Jiráskova románu Mezi proudy), v oblasti Velké Strany se nacházely ještě ulice V kopcích, Nádražní, Na hůrce a Kaprova. Podél Ryzavy se nacházela Malá Strana, kde byly ještě ulice U hřiště, V chaloupkách a Na ohrádce.

## Historie

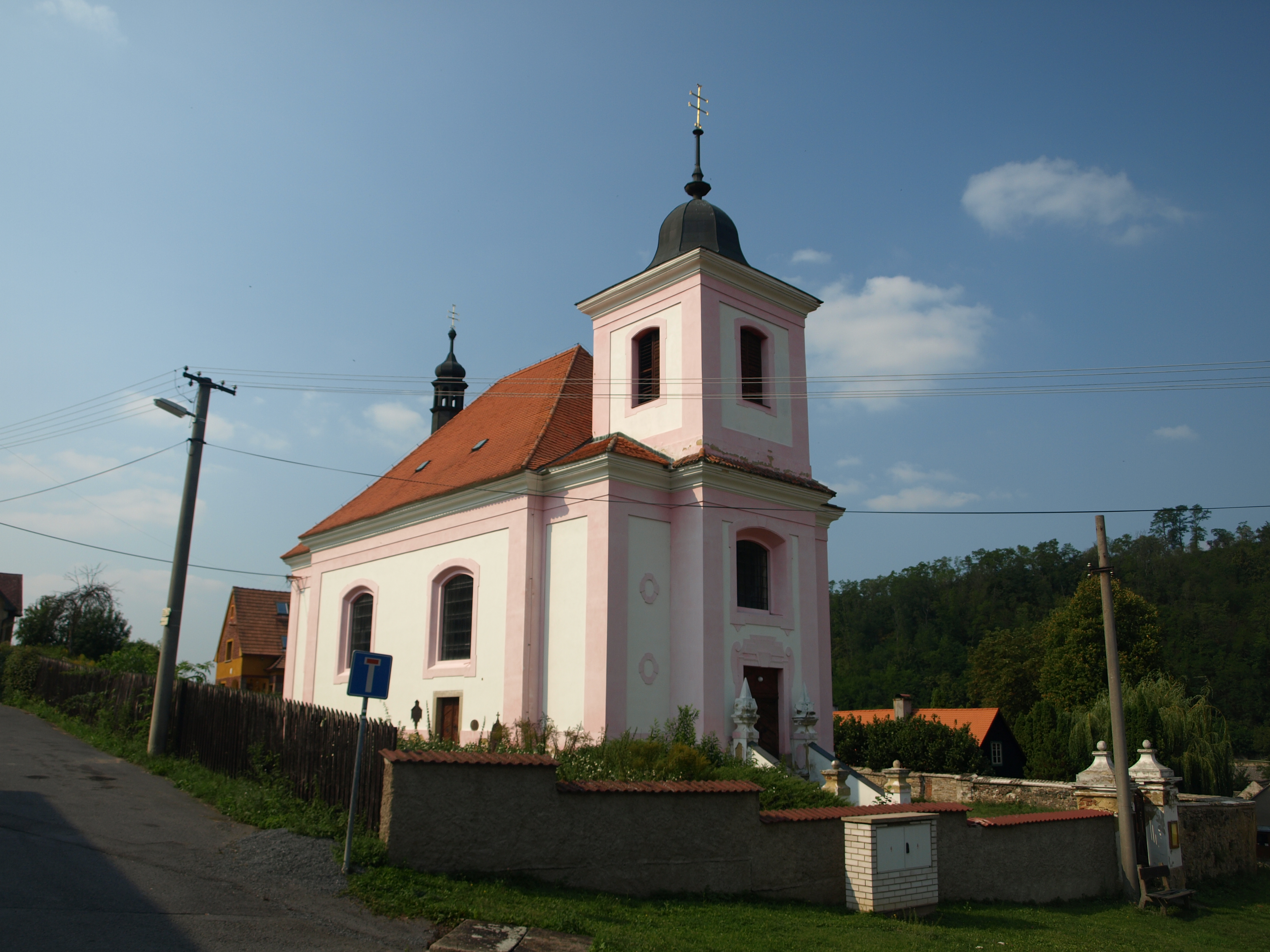
Kostel svatého Jakuba

První písemná zmínka o obci pochází z roku 1352.

### Územněsprávní začlenění
Dějiny územněsprávního začleňování zahrnují období od roku 1850 do současnosti. V chronologickém přehledu je uvedena územně administrativní příslušnost obce v roce, kdy ke změně došlo:
- 1850 země česká, kraj Praha, politický okres Rakovník, soudní okres Křivoklát[4]
- 1855 země česká, kraj Praha, soudní okres Křivoklát
- 1868 země česká, politický okres Rakovník, soudní okres Křivoklát
- 1939 země česká, Oberlandrat Kladno, politický okres Rakovník, soudní okres Křivoklát[5]
- 1942 země česká, Oberlandrat Praha, politický okres Rakovník, soudní okres Křivoklát[6]
- 1945 země česká, správní okres Rakovník, soudní okres Křivoklát[7]
- 1949 Pražský kraj, okres Rakovník[8]
- 1960 Středočeský kraj, okres Rakovník
- 2003 Středočeský kraj, obec s rozšířenou působností Rakovník

### Rok 1932
V obci Městečko (729 obyvatel, katol. kostel) byly v roce 1932 evidovány tyto živnosti a obchody: nákladní autodoprava, cihelna, holič, 4 hostince, 2 koláři, kovář, krejčí, mlýn, 3 obuvníci, 2 pily, 2 řezníci, 3 obchody se smíšeným zbožím, spořitelní a záložní spolek pro Městečko a Kalubice, 2 trafiky, truhlář, obchod s uhlím, velkostatek.

## Pamětihodnosti
- Kostel svatého Jakuba Většího architekta Františka Ignáce Préeho
- Zemědělský dvůr Požáry
- Pomníček na místě smrti rtm. Arnošta Mikše, příslušníka paraskupiny Zinc[10]
- Přírodní rezervace Svatá Alžběta, zachovalé lesní porosty – habrová bučina s lípou

## Doprava
Dopravní síť
- Pozemní komunikace – Obcí prochází silnice II/227 Křivoklát–Rakovník.
- Železnice – Obec Městečko leží na železniční trati 174 Beroun–Rakovník. Je to jednokolejná celostátní trať, doprava na ní byla zahájena roku 1878.

Veřejná doprava 2011
- Autobusová doprava – V obci měly zastávku autobusové linky Křivoklát-Nezabudice-Velká Buková-Roztoky (v pracovních dnech 3 spoje) (dopravce Autobusová dopravy Kohout s. r. o.), Rakovník-Nový Dům-Roztoky-Nezabudice (v pracovních dnech 1 spoj) (dopravce ANEXIA s. r. o.). O víkendech byla obce bez autobusové dopravní obsluhy.
- Železniční doprava – V železniční zastávce Městečko u Křivoklátu zastavovalo v pracovních dnech 12 párů osobních vlaků, o víkendech 10 párů osobních vlaků.